# Кметове на Стара Загора
Това е списък на всички кметове на Стара Загора, включително и на тези, изпълнявали временно длъжността кмет.
- Председател на административния съвет
- Петко Славейков: 12 юли – 19 юли 1877
- Председател на градския съвет
- Хаджи Господин Славов: април 1878 – май 1879
- Кмет
- Стефан Салабашев: юни 1879 – февруари 1883
- Димитър Косев: март 1883 – януари 1885;
- Стефан Сливков: март 1885 – март 1886
- Мирчо Стоянов: октомври 1890 – април 1893
- Георги Кюмюрев: април 1893 – септември 1893 (временно изпълняващ длъжността кмет)
- Пенчо Хаджиславов: септември 1893 – август 1894;
- Иван Черепов: август 1894 – декември 1894
- Сава Казмуков: декември 1894 – март 1899;
- Христо Кожухаров: май 1899 – януари 1900
- Димитър Косев: (повт.)февруари 1900 – април 1901
- Петър Кабакоев: април 1901 – октомври 1903
- Гочо Бонев: 5 (18)октомври 1903 – 25 октомври (7 ноември) 1903
- Стефан Стоенчев: 25 октомври (7 ноември) 1903 – изборът му е оспорен и обявен за незаконен
- Иван Праматаров: ноември 1903 – ноември 1903
- Пенчо Хаджиславов:(повт) ноември 1903 – април 1908
- Йовчо Хитров: май 1908 – август 1909
- Сава Казмуков: (повт); септември 1909 – януари 1912
- Минко Минев: април 1912 – април 1915
- Настьо Пачауров: април 1915 – септември 1918 (временно изпълняващ длъжността)
- Иван Нонов: септември 1918 – декември 1918 (временно изпълняващ длъжността)
- Коста Цокев: декември 1918 – октомври 1919 (временно изпълняващ длъжността)
- Михаил Сливков: октомври 1919 – май 1921
- Господин Баирков: юни 1921 – октомври 1921 (временно изпълняващ длъжността)
- Христо Фетваджиев: ноември 1921 – февруари 1923;
- Михаил Дончев: март 1923 – май 1923 (временно изпълняващ длъжността)
- Васил Сейреков: юни 1923 – юли 1923 (временно изпълняващ длъжността);
- Христо Фетваджиев: (повт) юли 1923 – април 1924 (временно изпълняващ длъжността);
- Стефан Кюмюрев: април 1924 – януари 1928
- арх. Желязко Рашев: февруари 1928 – юли 1928
- Тодор Мирчев: август 1928 – декември 1928 (временно изпълняващ длъжността)
- Васил Карагьозов: януари 1929 – декември 1931
- д-р Никола Георгиев: януари 1932 – май 1934 (януари-февруари 1932 г. – временно изпълняващ длъжността)
- Васил Сейреков:(повт); юни 1934 – октомври 1935
- Стефан Бояджиев: ноември 1935 – ноември 1936
- Начо Начев: декември 1936 – юни 1938
- Аспарух Луков: юни 1938 – декември 1941
- Христо Фетваджиев: (трети път) декември 1941 – 11 септември 1944
- Тачо Даскалов: 11 септември 1944 – 20 октомври 1944
- Георги Василев: 20 октомври 1944 – 1 февруари 1947
- Бончо Тотев: 1 февруари 1947 – 16 март 1948;
- Председател на управата на Градския общински народен съвет
- Панайот Георгиев: 16 март 1948 – 30 май 1949
- Бончо Тотев: 30 май 1949 – 28 юли 1950
- Петър Вълевски: 28 юли 1950 – 12 февруари 1951
- Председател на Изпълнителния комитет на Градския народен съвет на депутатите и трудещите се
- Минка Стефанова: 12 февруари 1951 – януари 1953
- Председател на Изпълнителния комитет на Градския народен съвет (1955-1959)
- Председател на Изпълнителния комитет на Градския общински народен съвет (след 1959)
- Йордан Капсамунов: януари 1952 – 7 март 1962
- Никола Баров: март 1962 – 23 април 1964
- Христо Стайков: 23 април 1964 – 8 юли 1971
- Руси Динев: 8 юли 1971 – 20 декември 1973
- Таньо Танев: 20 декември 1973 – 11 март 1976
- Христо Арнаудов: 11 март 1976 – 7 юни 1976 (временно изпълняващ длъжността)
- Председател на Изпълнителния комитет на Общинския народен съвет (от 1978 г.)
- Кольо Георгиев: 7 юни 1976 – 16 юни 1986
- Купен Купенов: 16 юни 1986 – 8 март 1988
- Тотьо Тотев: 8 март 1988 – 9 февруари 1990
- Пейчо Денев: 9 февруари 1990 – 26 октомври 1990 (временно изпълняващ длъжността)
- Председател на временната управа
- Стоян Стоянов: 26 октомври 1990 – 30 октомври 1991
- Кмет на Община Стара Загора
- Антон Андронов: 30 октомври 1991 – 6 ноември 1995
- проф. Цанко Яблански: 6 ноември 1995 – 16 октомври 1999
- д-р Евгений Желев: 16 октомври 1999 – 26 ноември 2007
- проф. Светлин Танчев: 26 ноември 2007 - 7 ноември 2011
- Живко Тодоров: 7 ноември 2011 –